# Маркі (Підкарпатське воєводство)
Маркі (пол. Marki) — село в Польщі, у гміні Баранув-Сандомерський Тарнобжезького повіту Підкарпатського воєводства.
У 1975-1998 роках село належало до Тарнобжезького воєводства.